# Aszur-rabi I
Aszur-rabi I – władca Asyrii (XV w. p.n.e.), syn Enlil-nasira I; doszedł do władzy usuwając z tronu swego bratanka Aszur-szaduni; był ojcem dwóch kolejnych królów asyryjskich: Aszur-nadin-ahhe I i Enlil-nasira II. Wiadomo, że prowadził prace budowlane przy świątyni boga Enlila w Aszur.

## Imię
Akadyjskie imię tego władcy, brzmiące Aššur-rabi, znaczy „Aszur jest wielki”. W transliteracji z pisma klinowego zapisywane jest ono w formie da-šùr-GAL (w jego własnej inskrypcji i inskrypcji jego wnuka Aszur-rem-niszeszu) bądź maš-šur-GAL-bi (w kopiach Asyryjskiej listy królów).

## Tytulatura
W swej własnej inskrypcji z miasta Aszur władca ten nosi tytuł „zarządcy/namiestnika (boga) Aszura” (ÉNSI da-šùr).

## Pochodzenie i rodzina
Asyryjska lista królów przedstawia Aszur-rabi I jako syna króla Enlil-nasira I, co zgadza się z informacjami zawartymi w inskrypcji samego Aszur-rabi I, w której król ten nazywa siebie „synem Enlil-nasira” ([mār de]n-líl-na-ṣir). Zgodnie z Asyryjską listą królów Aszur-rabi I dojść miał do władzy w wyniku przewrotu pałacowego, usuwając z tronu króla Aszur-szaduni, syna swego brata Nur-ili. To samo źródło podaje też, że Aszur-rabi I pozostawił tron swemu synowi Aszur-nadin-ahhe I, którego z kolei usunął z tronu jego brat Enlil-nasir II.

## Panowanie
W żadnej ze znanych kopii Asyryjskiej listy królów nie zachowała się informacja o długości jego rządów, które umieszczane są przez uczonych w XV w. p.n.e.. Z Asyryjskiej listy królów wiadomo jedynie, iż doszedł on do władzy usuwając z tronu swego bratanka Aszur-szaduni. Aszur-rabi I przypisywana jest jedna, mocno uszkodzona inskrypcja umieszczona na fragmencie glinianego stożka (IM 75179) znalezionego w trakcie wykopalisk w Aszur, która wydaje się opisywać wczesną przebudowę świątyni boga Enlila w tym mieście.